# Donald McIntyre
Donald McIntyre (Auckland, Nueva Zelanda, 22 de octubre de 1934) es un cantante lírico con voz de bajo-barítono muy conocido por sus interpretaciones en repertorio wagneriano.
Estudió en Europa y debutó como Zaccaria en Nabucco en la Opera Nacional de Gales en 1959 desarrollando la mayor parte de su carrera entre Covent Garden, Berlín, Viena y el Festival de Bayreuth donde como Wotan protagonizó El anillo del nibelungo de 1976-80 en la puesta en escena de Patrice Chéreau y Pierre Boulez.
En La Scala debutó en 1967 y en el Metropolitan Opera entre 1975 y 1996.
Otros papeles han sido Golaud en Pelléas et Mélisande con Pierre Boulez y Klingsor de Parsifal, además de Gurnemanz con Reginald Goodall en 1984, Orestes de Elektra con James Levine, Arabella con Kiri Te Kanawa, etc.